# Bats (folkgrupp)

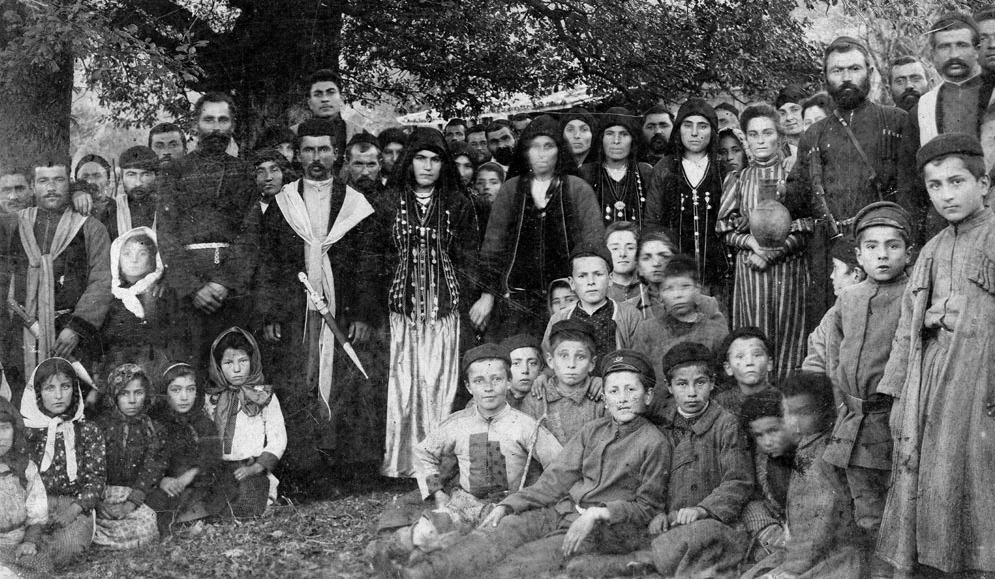
Batser, foto från 1800-talet

Batser är en nordöstkaukasisk minoritet av delvis okänt ursprung. Antalet batser är ungefär 3 000 och majoriteten lever i Georgien. De talar språket bats som hör till språkgruppen nach och är besläktat med tjetjenska och ingusjiska.